# نور علی نوری نائینی
نورعلی نوری نیستانک (۱۳۰۴ در نائین - ۱۳۷۹) اقتصاددان ایرانی و پژوهشگر حقوق و بیمه بود.

## درگذشت
آرزوی وی این بود که تا آخرین لحظه حیات، در دانشگاه باشد و در دانشگاه نیز دار فانی را وداع نماید. سرانجام در تاریخ دهم اسفند ۱۳۷۸ هجری شمسی در دانشگاه امام صادق (ع) چشم از جهان فرو بست. پیکر ایشان در قطعه نویسندگان و هنرمندان بهشت زهرا مدفون گردید.

## خانواده
پدر ایشان که ابتدا در وزارت آموزش و پرورش فعلی یا معارف آن زمان بود و بعد تلفن آن منطقه را به عهده داشت، به ادبیات ایران بسیار علاقه مند بود. مادرایشان نیز در حدود شش سالگی، همة فرزندان خود را با قرآن آشنا کرد؛ به طوری‌ که نیمی از قرآن مجید را بخوبی حفظ بوده‌است. پدرایشان سعی کرد به فرزندان خود ، شاهنامة فردوسی را که مرتب می خواند، در همان چند سال اول زندگی به فرزندان خود القا کند تا ادبیات ایران را دوست داشته باشند.

## رابطه با دکترسید محمد مشکات
دو استاد دکتر نورعلی نوری نیستانک و دکتر سید محمد مشکات دو استوانه تشکیل گروه اقتصاد در دانشکده معارف اسلامی و اقتصاد دانشگاه امام صادق(ع) بودند که شاگردان بسیاری در این رشته تربیت کردند. بر خلاف دکتر نوری که علاقه به نوشتن کتاب نداشت، چون معتقد بود تربیت شاگرد بهتر از نوشتن مطالب موجود در کتابهای دیگر است، سید محمد مشکات بعد از بازگشت به ایران کتاب «پول» در حدود ۴۵۰ صفحه را در کوههای دارآباد نوشت.